# Umberto Zamboni
Umberto Zamboni (Verona, 17 aprile 1865 – Verona, 15 febbraio 1956) è stato un militare e politico italiano.

## Biografia
Ammesso in accademia nel 1882, è sottotenente nel 54º e 93º reggimento fanteria (1884). Parte per la campagna d'Africa in forza al 6º reggimento alpini. Tenente nel 7º e 6º reggimento alpini, viene promosso capitano durante la sua permanenza nel 2º. Parte per la Tripolitania col grado di maggiore, dove sostituisce a Derna il generale Gambi, rimpatriato per ragioni di salute. Nel 1915 è tenente colonnello e colonnello e parte per la prima guerra mondiale in forza all'8º reggimento alpini; combatte nella zona di Passo Malera, nell'avanzata verso la zona del Carega, e nella disfatta di Caporetto. Dal 1917 è collocato nella riserva e messo a disposizione per incarichi al ministero della guerra. Viene richiamato in servizio effettivo nel 1923, nel frattempo promosso a generale di brigata, a disposizione del ministero degli interni (il ministro è Mussolini): tra il 1922 e il 1926 viene nominato questore di Torino, prefetto di Imperia e ispettore di pubblica sicurezza con incarico politico speciale in Alto Adige. Viene collocato a riposo col grado di generale di corpo d'armata nel 1931. Nominato senatore nel 1939 (ma in precedenza è stato consigliere comunale e vice preside della provincia a Verona), viene dichiarato decaduto con sentenza dell'Alta Corte di Giustizia per le Sanzioni contro il Fascismo del 29 novembre 1945.
Fu membro della Massoneria.